# Serhij Bilyk
Serhij Wassyljowytsch Bilyk (ukrainisch Сергій Васильович Білик, auch Sergiy Bilyk; * 2. September 1970 in Donezk, Ukrainische SSR) ist ein ehemaliger ukrainisch-österreichischer Handballtorwart.

## Laufbahn
Der gebürtige Ukrainer begann seine aktive Profi-Karriere bei Polytechnic-Dinamo Donezk. Dort spielte er mit einer Unterbrechung, in der er in Tunesien spielte, bis 1999. Ab diesem Jahr war der 2,01 Meter große Torwart bei den Handballclub Fivers Margareten in der höchsten österreichischen Handballspielklasse, der Handball Liga Austria, unter Vertrag. Zusätzlich leitete er das Torwarttraining beim Damen-Handballverein Hypo Niederösterreich. Mit den Wienern holte er im Jahr 2011 den Meistertitel sowie 2009, 2012, 2013, 2015 und 2016 den ÖHB-Cup Sieg. In der Saison 2016/17 stand er noch als Stand-by-Spieler auf Abruf bereit.
Für die ukrainische Männer-Handballnationalmannschaft bestritt Serhij Bilyk mindestens 53 Spieleinsätze. Er stand im Tor bei den Teilnahmen der Ukrainer an den Weltmeisterschaften 2001 und 2007 sowie an den Europameisterschaften 2002, 2004, 2006 und 2010.
Im Anschluss an seine Spielerlaufbahn übernahm er zunächst das Amt des Trainerassistenten und ab 2018 das Tormanntraining bei den Fivers.

## Privates
Serhij Bilyks Sohn Mykola Bilyk spielte von 2012 bis 2016 mit seinem Vater im selben Team.

## Erfolge
- 1 × Österreichischer Meister (mit dem Handballclub Fivers Margareten)
- 5 × Österreichischer Pokalsieger (mit dem Handballclub Fivers Margareten)